# Нюрольская обсерватория
Нюрольская обсерватория — любительская астрономическая обсерватория, основанная в 1983 году в поселении Нуроль (фр. Nurols), рядом с Орек-на-Луаре, Франция.

## История обсерватории
В документах, опубликованных в 1986 году обсерватория имела обозначение «St. Etienne (Chanal)». Такое название было присвоено в честь находящегося не далеко города Сент-Этьен (фр. Saint-Étienne). Обсерватория публиковала свои астрометрические наблюдения с 1986 по 1995 года.

## Инструменты обсерватории
- 41-см Ньютоновский рефлектор (F = 1943 мм)

## Направления исследований
- Астрометрические наблюдения астероидов
- Фотометрия и поиск новых переменных звезд в области Большой туманности Ориона

## Известные сотрудники
- Roger Chanal — автор нескольких пособий как проводить астрометрические измерения для любителей астрономии

## Адрес обсерватории
- Observatoire de Nurol, 43110 Aurec-sur-Loire, France